# Ferrari 166S F1
O  Ferrari 166S  foi um modelo utilizado pela Ferrari no GP da Itália de 1950.Teve como piloto Clemente Biondetti.